# Corvus jamaicensis
Il corvo della Giamaica o cornacchia della Giamaica (Corvus jamaicensis Gmelin, 1788) è un uccello passeriforme della famiglia Corvidae.

## Etimologia
Il nome scientifico della specie, jamaicensis, deriva dal latino e rappresenta un chiaro riferimento all'areale di questi uccelli: il loro nome comune altro non è che la traduzione di quello scientifico.

## Descrizione

### Dimensioni
Misura 35-38 cm di lunghezza.

### Aspetto

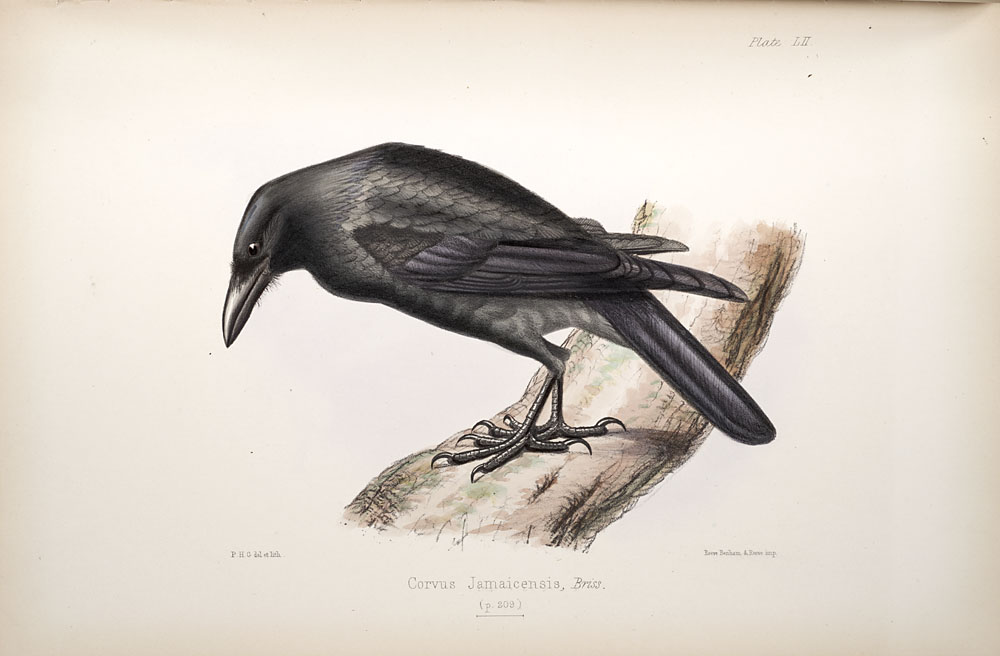
Illustrazione a cura di Gosse.

Si tratta di uccelli dall'aspetto robusto e massiccio, muniti di testa squadrata, becco lungo, massiccio, conico e ricurvo verso il basso, collo robusto, ali larghe e digitate, zampe lunghe e forti e coda di media lunghezza e dall'estremità squadrata.
Il piumaggio è di colore grigio-nerastro su tutto il corpo, mancando dell'aspetto lucido e vellutato comune a molte specie di corvo: la colorazione tende a schiarirsi nell'area ventrale e sottocaudale, divenendo di color grigio cenere.

I due sessi sono del tutto simili nella colorazione.
Il becco e le zampe sono di colore grigio-nerastro, così come nere sono le aree di pelle nuda alla base del becco e appena dietro gli occhi, i quali sono invece di colore bruno-grigiastro o bruno-rossiccio (forse in relazione all'età dell'individuo).

## Biologia
Si tratta di uccelli dalle abitudini di vita diurne e moderatamente sociali: durante il pomeriggio, essi si riuniscono in stormi fra i rami degli alberi, per passare la notte al riparo da eventuali predatori, mentre alle prime luci del mattino tali stormi si frazionano in gruppetti, coppie o singole unità che si dedicano perlopiù alla ricerca di cibo fra i rami degli alberi ed i cespugli.
Il richiamo di questi uccelli consiste tipicamente in una serie veloce di gracchi acuti, nasali e cicaleggianti (ai quali la specie deve il nome comune in patois giamaicano di jabbering crow, "corvo cicaleggiante"), solitamente emessi durante le interazioni sociali fra individui: la cornacchia della Giamaica emette inoltre richiami gracchianti in tutto e per tutto simili a quelli degli altri corvi.

### Alimentazione
La cornacchia della Giamaica è un uccello onnivoro ed opportunista, nel quale (fatto inusuale fra i corvidi, che sono solitamente maggiormente propensi a una dieta carnivora) la proporzione vegetariana ed in particolare frugivora prevale su quella carnivoro/insettivora, quest'ultima rappresentata soprattutto da invertebrati, uova e nidiacei razziati dai nidi.

### Riproduzione
Si tratta di uccelli monogami, che nidificano in alto fra i rami degli alberi, utilizzando (caso praticamente unico fra i corvidi) come luogo di cova anche le cavità dei tronchi: le coppie collaborano nella costruzione del nido (una struttura grossolana a coppa edificata con rametti intrecciati e foderata internamente con materiale più sofficie) e verosimilmente anche nelle altre fasi dell'evento riproduttivo, tuttavia i dati finora disponibili in proposito sono ancora molto scarni. 

## Distribuzione e habitat

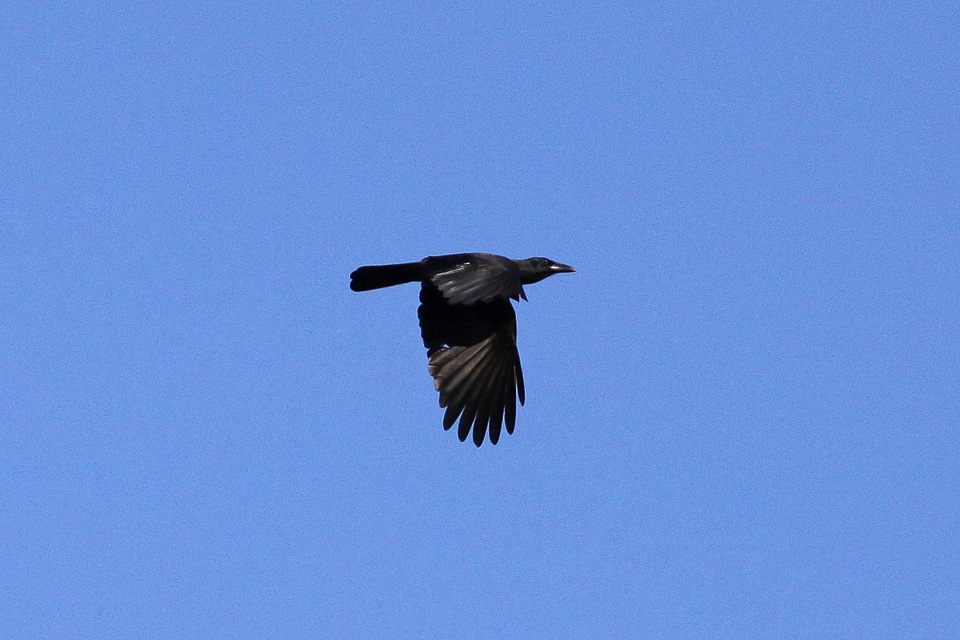
Esemplare in volo nell'area di Accompong.

Come intuibile dal nome comune, la cornacchia della Giamaica è endemica della Giamaica, dove è osservabile un po' ovunque, sebbene non molto comune.

Stanziale nel proprio areale di residenza, questo uccello può tuttavia scendere di quota durante la stagione secca, quando diviene più facile da avvistare anche nei pressi degli insediamenti costieri.
L'habitat di questi uccelli è rappresentato dalla foresta pluviale collinare e montana con presenza di aree aperte erbose (come i pascoli alpini) o cespugliose: essi frequentano inoltre senza problemi anche le aree urbane, dove trovano rifugio nei parchi, nei giardini e nei viali alberati.